# Centaurus A
Centaurus A (NGC 5128) ist die Bezeichnung einer Galaxie im Sternbild Centaurus. NGC 5128 ist eine starke Radioquelle. NGC 5128 hat eine Winkelausdehnung von 25,7′ × 20,0′ und eine scheinbare Helligkeit von 6,6 mag. Centaurus A gehört damit neben der etwa gleich hellen Galaxie Messier 81 zu den scheinbar hellsten Galaxien außerhalb der Lokalen Gruppe und damit zur Gruppe der hellsten extragalaktischen Objekte am Himmel. Die Entfernungsangaben liegen zwischen 10 und 17 Millionen Lichtjahren. Sie ist Teil der M83-Gruppe. Sie ist die nächstgelegene Radiogalaxie und die dritthellste Radioquelle am Himmel. Unter den Experten herrscht nach wie vor Uneinigkeit über ihren morphologischen Typ, wobei ein Teil der Forscher sie als elliptische Galaxie vom Typ E(p), ein anderer Teil als linsenförmige Galaxie vom Typ S0 klassifiziert. Ihr charakteristisches optisches Merkmal ist dabei das deutlich sichtbare Staubband, das die Galaxie durchquert. Außerdem ist sie eine starke Quelle von Röntgen- und Gammastrahlung. Aus dem Kern heraus wird ein relativistischer Jet emittiert. Durch ihre Nähe ist sie eine der am besten untersuchten aktiven Galaxien. Im Zentrum wird ein Schwarzes Loch mit einer Masse von 55 Millionen Sonnenmassen vermutet.
Die ungewöhnliche Aktivität von Centaurus A lässt sich dadurch erklären, dass sie vor einigen 100 Millionen Jahren eine Kollision mit einer kleinen Spiralgalaxie hatte und diese vollständig aufnahm. Dadurch gab es eine heftige Sternentstehungsphase. Zudem wurden Gasmassen aus ihren ursprünglichen Bahnen abgelenkt und sammelten sich teilweise um das Schwarze Loch im Zentrum an.
Halton Arp gliederte seinen Katalog ungewöhnlicher Galaxien nach rein morphologischen Kriterien in Gruppen. Diese Galaxie gehört zu der Klasse Galaxien mit innerer Absorption.

## Entdeckung
Quelle: Early Australian Optical and Radio Observations of Centaurus A.
- 1826: NGC 5128 wird am 29. April von James Dunlop entdeckt.
- 1847: John Herschel katalogisiert die Galaxie als außergewöhnlich aussehender Nebel.
- 1949: John Gatenby Bolton, Bruce Slee und Gordon Stanley lokalisieren NGC 5128 als eine der ersten extragalaktischen Radioquellen.[8]
- 1954: Walter Baade und Rudolph Minkowski schlagen vor, dass die außergewöhnliche Gestalt durch die Vereinigung einer großen elliptischen Galaxie und einer kleinen Spiralgalaxie resultiert.
- 1970: Entdeckung von Röntgenemissionen durch Einsatz einer Höhenforschungsrakete[9]
- 1975–1976: Entdeckung von Gammastrahlung.
- 1979 Entdeckung des Röntgenjets mit dem Einstein-Weltraumteleskop.[10]
- 1986 Entdeckung der Supernova 1986G.
- 1996 Entdeckung von jungen, blauen Sternen entlang des zentralen Staubbandes mit dem Hubble-Teleskop.[11]
- 1999: Mit dem Röntgenteleskop Chandra werden mehr als 200 neue Punktquellen lokalisiert.[12]
- 2006: Das Weltraumteleskop Spitzer entdeckt im Infrarotbereich eine parallelogrammförmige Struktur aus Staub, die die Überreste einer Spiralgalaxie darstellt.[13]
- 2009: Nachweis von Gammastrahlung mit sehr hoher Energie (mehr als 100 GeV) mit dem H.E.S.S-Observatorium in Namibia.[14]
- 2010: Mehrjährige Untersuchungen mit dem Pierre-Auger-Observatorium deuten darauf hin, dass Centaurus A eine Quelle kosmischer Strahlung von höchster Energie ist.[15]

Den Namen Centaurus A erhält sie als hellste Radioquelle im Sternbild Zentaur.

## Aufbau
Im Optischen Spektrum hat die Galaxie, bei einer angenommenen Entfernung von 12,4 Millionen Lichtjahren, einen Durchmesser von 90.000 × 70.000 Lichtjahren und die Form eines Ellipsoids.
Sie enthält einen Aktiven Galaktischen Kern. Der Zentralbereich besteht hauptsächlich aus älteren roten Sternen. Dieser Bereich wird von einer dünnen, stark verbogenen Staubscheibe durchzogen, die auch viel atomares und molekulares Gas enthält. In dieser sind vor kurzem neue Sterne entstanden. Sie wird von ausgedehnten Radiostrahlungsgebieten umgeben. Aufnahmen mit längerer Belichtungszeit brachten weitere Strukturen zum Vorschein: So gibt es eine schwach sichtbare Verlängerung entlang der Hauptachse der Galaxie und ein System von Filamenten und Schalenstrukturen.

### Zentrale Region

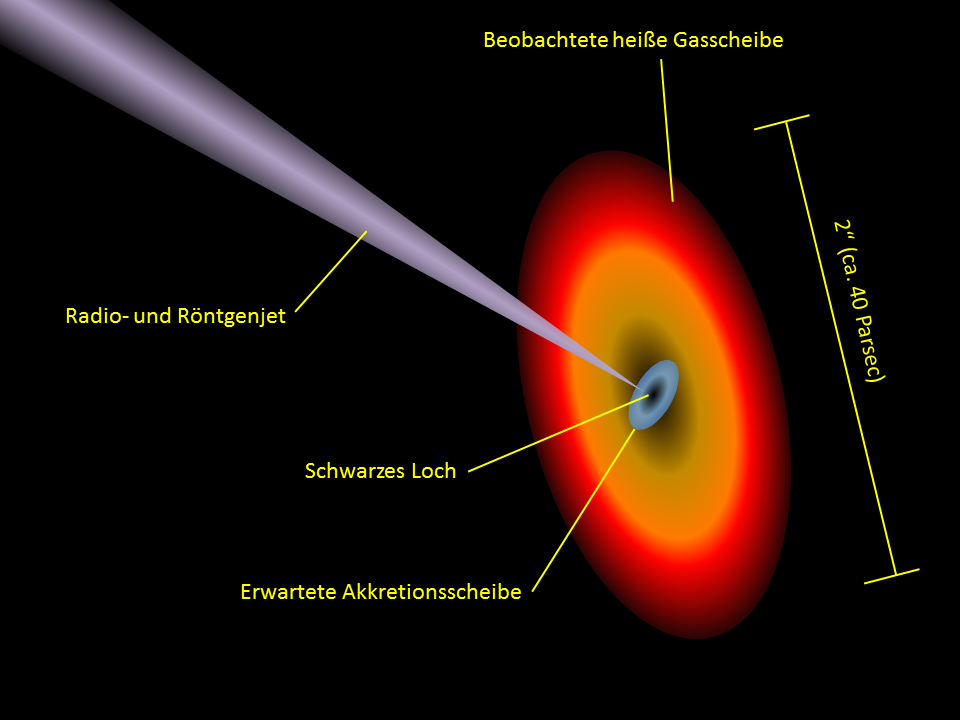
Grafik des zentralen Bereichs von Centaurus A

Die Galaxie hat einen sehr kompakten Kern, der eine bemerkenswerte Variation der Intensität der Radio- und Röntgenstrahlung zeigt. Dies ist wahrscheinlich auf Akkretion von Masse zurückzuführen. In der Nähe des Kerns zeigen Absorptionslinien atomaren Wasserstoffs im Spektrum das Vorhandensein eines größeren Anteils von Materie, die in Richtung des Kerns fällt.
Vom Kern ausgehend zeigen sich lineare Jets im Röntgen- und Radiowellenbereich, die in einigen Parsec Abstand vom Kern fast relativistische Geschwindigkeiten erreichen.
In ungefähr 5 Kiloparsec Entfernung verbreitern sich die Jets pilzförmig. Daran anschließend erstrecken sich Radiowolken bis in eine Entfernung von 250 Kiloparsec.
Ein kompakte Scheibe mit einem zentralen Hohlraum umgibt den Kern. Die Ebene dieser Scheibe steht senkrecht zur Richtung der inneren Jets, während sie selbst gegenüber der kleineren Achse der Galaxie geneigt ist. Dieser Mechanismus, der den Jet bündelt, steht wahrscheinlich in Verbindung mit der den Kern umspannenden Scheibe. Er scheint in Zeiträumen von ca. 107 Jahren zu präzedieren. Das zentrale Objekt ist wahrscheinlich ein schwarzes Loch mittlerer Masse. Es ist noch nicht klar, ob das Schwarze Loch immer in Centaurus A war, ob es zur ursprünglichen Spiralgalaxie gehörte oder ob es das Produkt einer Verschmelzung der Schwarzen Löcher ihrer Ursprungsgalaxien ist.

### Staubband
Das markante Staubband, das die elliptische Galaxie durchzieht, ist eine Scheibe, die von der Seite gesehen wird. Sie besteht aus einer metallreichen Population aus Sternen, Nebeln und Staubwolken. Die Metallizität ähnelt derjenigen in der solaren Nachbarschaft.
Die Scheibe hat eine Positionswinkel von ca. 122°. In ihr entstehen in einem „Starburst“ Sterne, der anscheinend vor 50 Millionen Jahren begonnen hatte. Während dieses Bursts entstanden mindestens 100 H-II-Regionen, die in der Scheibe eingebettet sind. Am nordöstlichen und südöstlichen Rand des dunklen Bandes lassen sich leuchtkräftige blaue Sterne (sogenannte OB-Assoziationen) erkennen. Die Sternentstehungsrate dort scheint etwa 10-fach höher zu liegen als in der Milchstraße.
Die Scheibe hat einen Durchmesser von 8000 Parsec und eine Dicke von ca. 200 Parsec. Langbelichtete Aufnahmen zeigen, dass die Scheibe vollständig innerhalb der elliptischen Galaxie enthalten ist. Die Gesamtmasse des Gases der Scheibe beträgt zwischen 1,3 und 1,5 · 109 Sonnenmassen.

### Compact Nuclear Disk
Durch eine Analyse der CO-Verteilung entdeckte man eine Scheibe um den Kern, deren Gasmasse 8,4 · 107 Sonnenmassen beträgt. Der Durchmesser beträgt ca. 400 Parsec. Scheiben in solchen Größenordnungen scheinen ein üblicher Bestandteil von aktiven Galaxien zu sein. Die Hauptachse dieser Scheibe hat einen Positionswinkel von 140°–145°. Dies weicht ab von der Orientierung des Staubbandes, ist jedoch rechtwinklig zur Ausrichtung des Jets. Dies legt nahe, dass die Scheibe und der Jet in Verbindung miteinander stehen.
Beobachtungen im Infrarot- und Mikrowellenbereich deuten darauf hin, dass es einen Temperaturabfall entlang der Scheibe gibt. Dies wird erwartet, wenn die Anregung der Scheibe hauptsächlich durch hochenergetische Strahlung aus dem Kernbereich, die an den inneren Rand der Scheibe auftritt, stattfindet.

### Heiße Gasscheibe
Eine weitere kleinere Scheibe mit heißem Gas wurde durch das Hubble-Teleskop entdeckt. Sie ist nicht zur Achse des Schwarzen Loches ausgerichtet, sondern senkrecht orientiert zum äußeren Staubgürtel der Galaxie, mit einem Positionswinkel von 33°. Sie hat einen Durchmesser von ca. 40 Parsec. Mit diesem Durchmesser ist sie signifikant kleiner als die Gasscheiben, die man in anderen Galaxien entdeckt hat. Sie könnte der äußere Teil einer Akkretionsscheibe um das Schwarze Loch sein. Diese Gasscheibe, die das Schwarze Loch versorgt, könnte sich vor so kurzer Zeit gebildet haben, dass sie noch nicht zur Achse ausgerichtet ist. Oder sie wird eher durch die Gravitationskräfte der Galaxie beeinflusst als vom Schwarzen Loch selbst.
Durch die Strahlung des Aktiven Galaxienkerns könnte sie vollständig ionisiert sein.

### Jet
Der gewaltige Energieausstoß von Centaurus A kommt von Gas, das in das zentrale Schwarze Loch fällt. Einige dieser Materie wird in zwei gegenüberliegenden Jets mit einem beträchtlichen Teil der Lichtgeschwindigkeit wieder ausgestoßen. Die Details dieses Prozesses sind noch unklar. Die Jets wechselwirken mit dem umgebenden Gas und beeinflussen wahrscheinlich die Rate der Sternentstehung der Galaxie.
Betrachtet man nur den Kernbereich, so kann vom Zentrum ausgehend im Radiobereich über eine (projizierte) Distanz von 1 pc ein heller, linearer Jet verfolgt werden. Dieser hat einen Positionswinkel von 51°. VLBI-Beobachtungen zeigen einen schwachen Gegenjet. Der Jet selbst enthält knotige Strukturen. Mehrjährige Beobachtungen mit dem VLBI zeigen hier signifikante strukturelle Änderungen der Knoten. Zudem zeigen sich Bewegungen mit einer Geschwindigkeit von einem Zehntel der Lichtgeschwindigkeit. Diese beobachtete Bewegung repräsentiert langsame Bewegungsmuster, die der relativistischen Jet-Bewegung überlagert sind.
Zwei Komponenten innerhalb des Jets scheinen sich langsam zu entwickeln. Sehr nahe dem Kern existiert eine weitere Komponente, die jedoch stationär zu sein scheint. Dies deutet darauf hin, dass die stationären Knoten dadurch zustande kommen, dass Sterne oder Gaswolken der Galaxie den Jet durchqueren und dadurch Stoßwellen verursachen. Da der größte Teil des Jets innerhalb des Hauptkörpers der Galaxie liegt, erwartet man so eine Wechselwirkung.
Der Gegenjet ist wesentlich schwächer sichtbar als der Jet in nordöstlicher Richtung. Der nördliche Jet zeigt sich sehr deutlich und enthält mehrere Knotenstrukturen, während der südliche Gegenjet erst durch die Entdeckung einiger schwach sichtbarer Knoten erkannt wurde. Dieser große Unterschied in den Helligkeiten kann durch relativistisches Doppler-Beaming erklärt werden, bei dem die auf uns gerichtete Strahlung verstärkt wird. Es scheint, dass der nordöstliche Jet in einem Winkel von 50°–80° zur Sichtlinie auf uns gerichtet ist und er eine relativistische Geschwindigkeit von 45 % der Lichtgeschwindigkeit erreicht.
Der Übergang vom Jet zur keulenförmigen Wolke erfolgt am Ort der innersten optischen Schalenstruktur. Dieser Übergang wird interpretiert als Stoßwelle des Jets an der Schnittstelle des interstellaren und intergalaktischem Gas der Galaxie. Die Gesamtlänge des Jets im Radiowellenbereich erstreckt sich über 10 Bogenminuten am Himmel, oder ca. 30.000 Lichtjahre.

### Kugelsternhaufen
Es wird geschätzt, dass über 1500 Kugelsternhaufen NGC 5128 umgeben. Die Untersuchung der Population der Sternhaufen gibt Hinweise darauf, wie sich die Galaxie entwickelt hat.
Bei einer Untersuchung von 605 Sternhaufen der Galaxie stellten sich 268 als metallarm heraus, während 271 als metallreich bestimmt wurden. (Als Metalle werden in der Astronomie alle Elemente schwerer als Helium bezeichnet.) Die metallreichen Kugelsternhaufen zeigten eine Rotationsbewegung um die Hauptachse der Galaxie, während die metallarmen kaum Anzeichen einer Rotation zeigten. Die bimodale (zweigipflige) Verteilung der Population der Kugelsternhaufen ist bedeutend in Bezug auf die angenommene Verschmelzungshistorie der Galaxie. Diese Verteilung der Metallizitäten wurde als Ergebnis von Galaxienverschmelzungen identifiziert. 68 % der Sternhaufen einer anderen Stichprobe waren älter als 8 Mrd. Jahre. Ein kleiner Teil hatte ein Alter von weniger als 5 Mrd. Jahren. Dieses Resultat deutet darauf hin, dass es mehrere Epochen von Sternbildungen in der Galaxie gegeben hat, die jeweils zu einem Teil der heutigen Sternpopulation beigetragen hat.
Die Helligkeitsverteilung der Haufen passt sehr gut zur bekannten Verteilungsfunktion der Klasse der gigantischen Elliptischen Galaxien. Zudem passt die Verteilung der Größen und Elliptizitäten der Kugelsternhaufen zu denen, die im Milchstraßensystem gefunden wurden.
Bei einer Untersuchung von 125 Kugelsternhaufen mit dem VLT wurde versucht, die Masse jedes Haufens zu ermitteln und mit dessen Helligkeit zu korrelieren. Bei den meisten Sternhaufen waren die helleren wie erwartet auch die massereicheren Objekte. Bei einigen Haufen wurde jedoch festgestellt, dass sie weit massereicher waren, als ihre Helligkeit vorgibt. Je massereicher diese Kugelsternhaufen sind, umso größer war der Anteil der nichtscheinenden Materie. Diese ‚dunklen‘ Kugelsternhaufen könnten entweder noch einen unerwarteten Anteil von konzentrierter Dunkler Materie oder ein massereiches Schwarzes Loch beherbergen.
Dies Ergebnis zeigt, dass die Entstehung und Entwicklung dieser Kugelsternhaufen sich markant unterscheidet von denjenigen der „klassischen“ Kugelsternhaufen wie z. B. in der Lokalen Gruppe.

## Entfernung
Die Entfernungsangaben von NGC 5128, die seit den 1980er Jahren ermittelt wurden, erstrecken sich im Bereich von 3 bis 5 Mpc.
Messungen an klassischen Cepheiden, die im Staubband von NGC 5128 entdeckt wurden, ergaben Entfernungen zwischen ≈3 und 3,5 Mpc, abhängig von einer angenommenen Extinktion des Lichts und anderen Faktoren. Weitere für die Entfernungsbestimmung verwendbaren Sterntypen wie Mira-Veränderliche und Typ-II-Cepheiden wurden ebenfalls in NGC 5128 entdeckt. Andere Untersuchungen, die mit Objekten wie Mira-Veränderliche und planetarische Nebel durchgeführt wurden, bevorzugen eine Entfernung von ca. 3,8 Mpc.

## Supernovae
Bisher wurden zwei Supernovae in Centaurus A entdeckt.
1986 wurde eine Supernova im Staubband der Galaxie von R. Evans entdeckt (SN 1986G). Sie wurde als Typ Ia kategorisiert: Eine Explosion dieses Typs erfolgt, sobald ein weißer Zwerg von seinem Partnerstern genug Masse angesammelt hat, sodass eine thermonukleare Reaktion einsetzt und den Stern zerstört. Sie wurde ungefähr eine Woche vor ihrem Maximum entdeckt. Das Licht der Supernova selbst scheint durch das Staubband stark abgeschwächt worden zu sein. Obwohl die Entwicklung der Supernova typisch für eine Typ-Ia-Supernova war, wurden einige ungewöhnliche Eigenschaften entdeckt, z. B. war die Expansionsgeschwindigkeit relativ klein.
Eine zweite Supernova (SN 2016adj) wurde durch eine Amateurgruppe („Backyard Observatory Supernova Search“) im Februar 2016 entdeckt. Spektroskopische Untersuchungen deuten auf eine Typ-II-Supernova hin.

## Beobachtungen

### Radiowellen

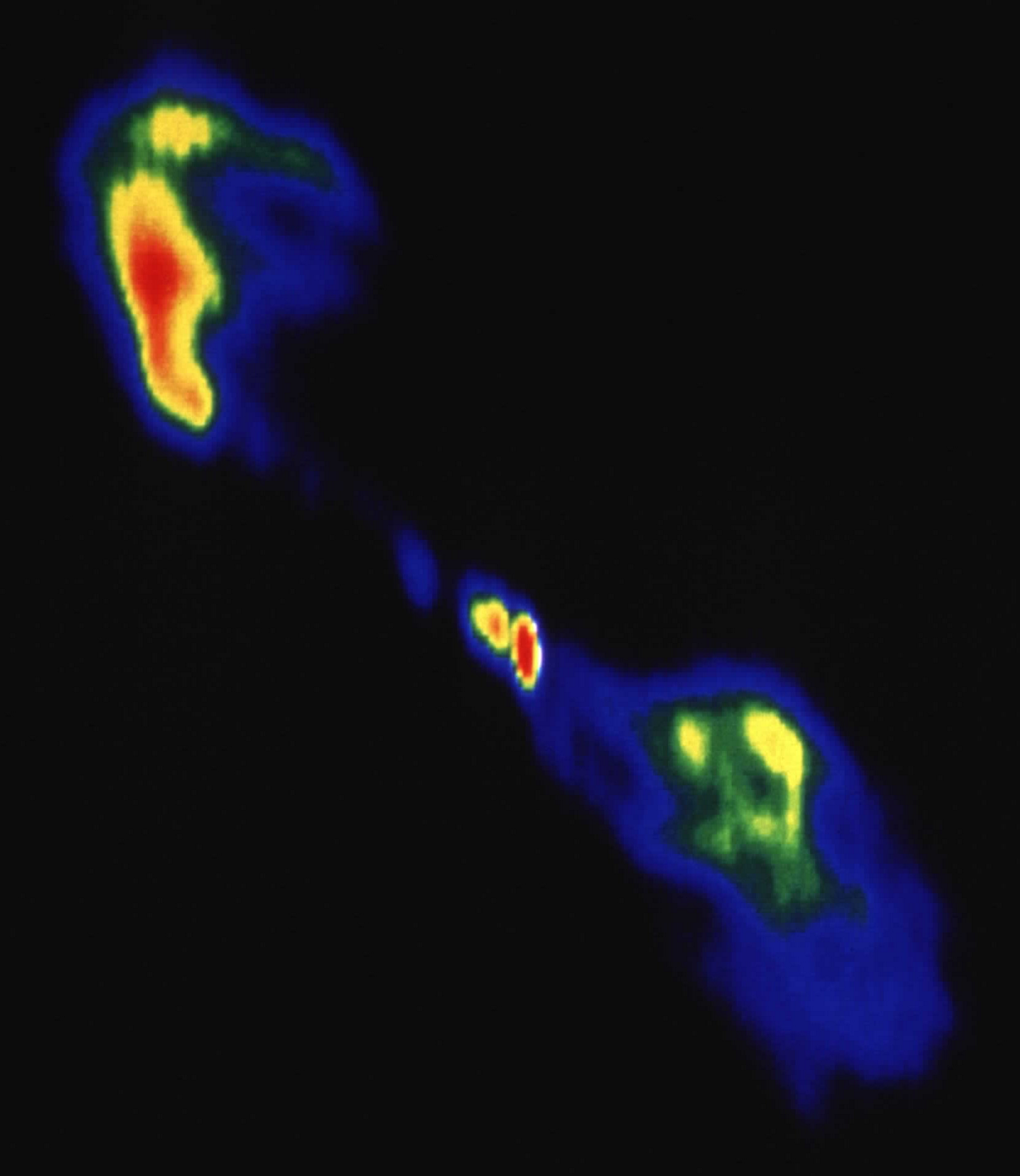
Diese Ansicht der Jets von Centaurus A wurde im Radiowellenbereich mit einer Wellenlänge von 20 cm mit dem VLA aufgenommen. Die Position des Radio-Jets und die Knoten innerhalb des Jets decken sich erstaunlich gut mit dem Strukturen im Röntgenjet. Dieser Bereich des Jets wird als „Inner Lobe“ bezeichnet.

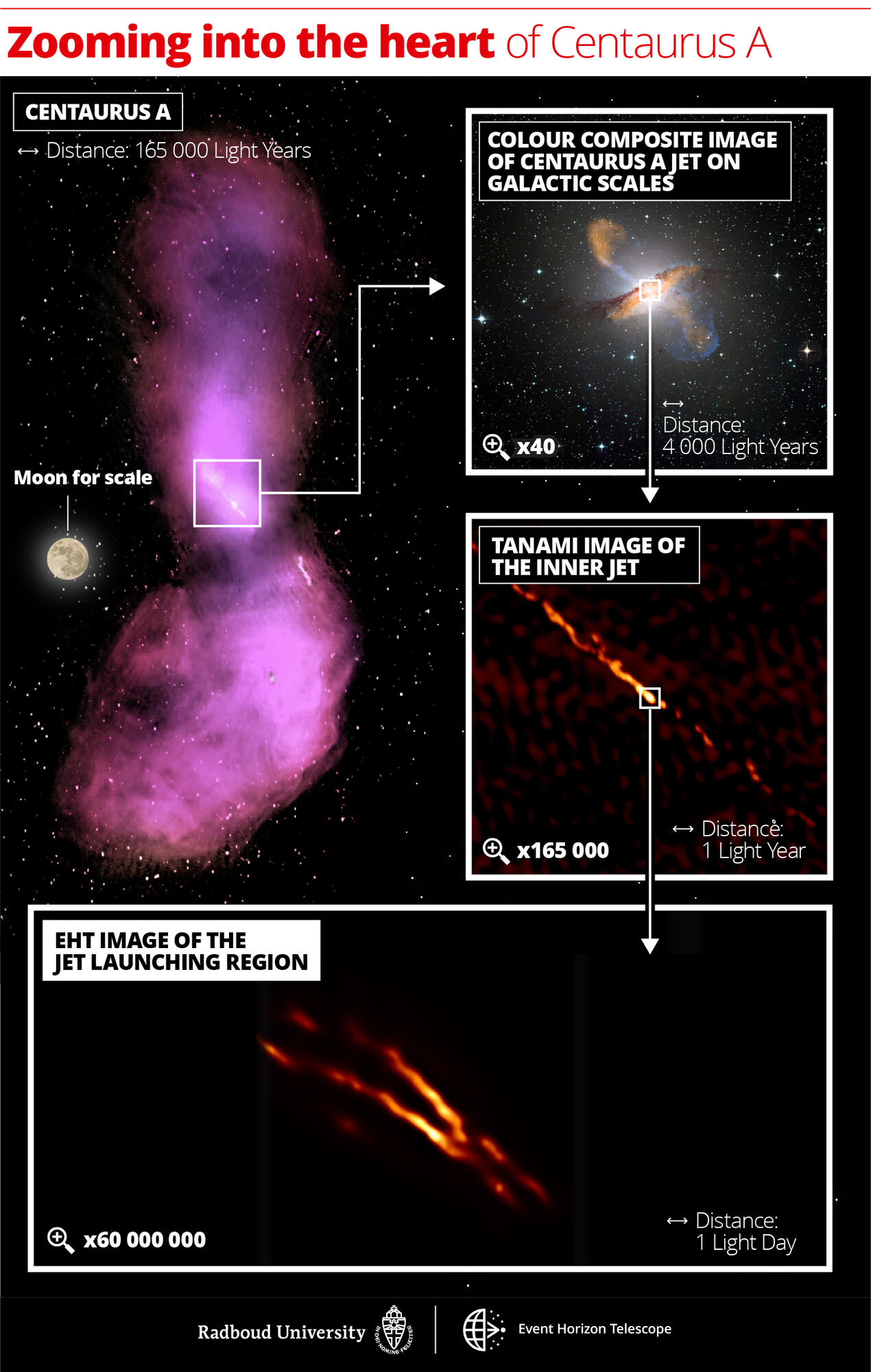
Bild von Centaurus A, erstellt aus Daten des Event Horizon Telescope, die mit Beobachtungen anderer Teleskope kombiniert wurden

Die Radiostrahlung von Centaurus A wird von zwei Regionen emittiert. Die äußere Radioquelle ist symmetrisch und ist um 40 Grad gegenüber dem inneren Bereich gedreht. Die äußere Radioquelle hat einen Durchmesser von 1,7 Millionen Lichtjahren, was sie zu einem der ausgedehntesten Objekte dieser Art am Himmel macht. (Zum Vergleich: Dies ist mehr als der Abstand zwischen unserer Milchstraße und der Andromedagalaxie.) Der scheinbare Durchmesser beträgt 8 Grad, dies entspricht sechzehn Vollmonddurchmessern. Obwohl Centaurus A ungewöhnlich große Radiokeulen für eine Radiogalaxie hat, so ist ihre Strahlung im Radiobereich sehr gering – zwar 1000-mal stärker als die Radio-Strahlung einer Spiralgalaxie, aber nur 1/1000 der Stärke der optischen Strahlung ihrer Sterne. Obwohl es eine herausfordernde Aufgabe ist, die großskaligen Strukturen und die geringe Oberflächenhelligkeit des Radiogebiets zu beobachten, ist dies von großer Bedeutung, da keine andere Radiogalaxie es erlaubt, diese Strukturen so genau im Detail zu untersuchen. Die Verteilung der Stärke der Radioemissionen über das nördliche und südliche Gebiet ist sehr asymmetrisch.
Diese Radiowolken bestehen wahrscheinlich aus heißem dünnen Gas, das vom Kern ausgestoßen wurde. Die Radiostrahlung selbst wird durch sich schnell bewegende Elektronen erzeugt, die sich im Magnetfeld der Radiowolken bewegen und dabei Synchrotronstrahlung abgeben. Die Elektronen, die in den äußeren Bereichen der Radiowolken abgegeben werden, wurde vor 100 Millionen Jahren vom Kern ausgestoßen. Seither hat sich die Richtung des Ausstoßes um 40 Grad im Gegenuhrzeigersinn gedreht. Zudem hat sich die Stärke der Strahlung geändert.
Der hellste Teil des Northern Lobe wird als „Northern Middle Lobe“ bezeichnet, ein südliches Gegenstück hierzu existiert nicht. Im Radiowellenfrequenzbereich von 5 GHz trägt dieser Abschnitt bereits zu 45 % der gesamten Radioemissionen bei. Der Middle Lobe ist auch assoziiert mit weichen Röntgenemissionen.
Die innere Region erstreckt sich symmetrisch in zwei Armen jeweils 16.000 Lichtjahre vom Kern. Die inneren Radiokeulen tragen ca. 30 % der Radioemissionen im 5-GHz-Bereich bei. Die Radioemission des nördlichen Bereichs ist ca. 40 % höher als der des südlichen Bereichs. Die Polarisation der inneren Keulen unterscheidet sich dramatisch von denen des Middle und Outer Lobes. Außerhalb des scharf begrenzten nördlichen Plumes in einer Entfernung von 6,3 kpc vom Kern ändert sie sich um 90°.
Mithilfe der VLBI-(Very Long Baseline Interferometrie)-Technik kann die eigentlich geringe Auflösung der Teleskope im Radiowellenbereich enorm gesteigert werden, indem mehrere auf einem Kontinent verteilte Teleskope zusammengeschaltet werden. Mit dem VLBA-Radiointerferometer wurde mit dieser Technik die Struktur des Jets in Centaurus A von 1992 bis 2000 untersucht. Hierbei wurden im Jet zwei Komponenten (C1 und C2 benannt) entdeckt, die sich mit einer scheinbaren Geschwindigkeit von 12 % der Lichtgeschwindigkeit bewegen. Zudem wurde eine Komponente C3 beobachtet, die näher am Kern und stationär ist. Mit Beobachtungen im 22-GHz-Bereich konnte gezeigt werden, dass der Jet sehr geradlinig und kollimiert ist bis auf Skalen von 0,02 Parsec herab. Die Region, in der der Jet kollimiert (sich zu bündeln beginnt), scheint sich auf Skalen von 100 Mikro-Bogensekunden abzuspielen. Um diese Strukturen aufzulösen, werden VLBI-Missionen im Weltraum notwendig sein.
Bei den Beobachtungen im Rahmen des Event Horizon Telescopes 2017 wurde neben dem galaktischen Zentrum der Milchstraße und der Galaxie M87 auch der Kern von Centaurus A beobachtet. Es wurde ein stark kollimierter, asymmetrisch aufgebauter und an den Kanten aufgehellten Jet sowie einen schwächeren Gegenjet entdeckt. Die Position des schwarzen Loches im Zentrum Centaurus A konnte in Bezug auf seinen Kern bei einer Wellenlänge von 1,3 mm bestimmt werden. Die Forscher kamen zum Schluss, dass der Schatten des Ereignishorizonts bei Terahertz-Frequenzen sichtbar sein sollte.

### Mikrowellen

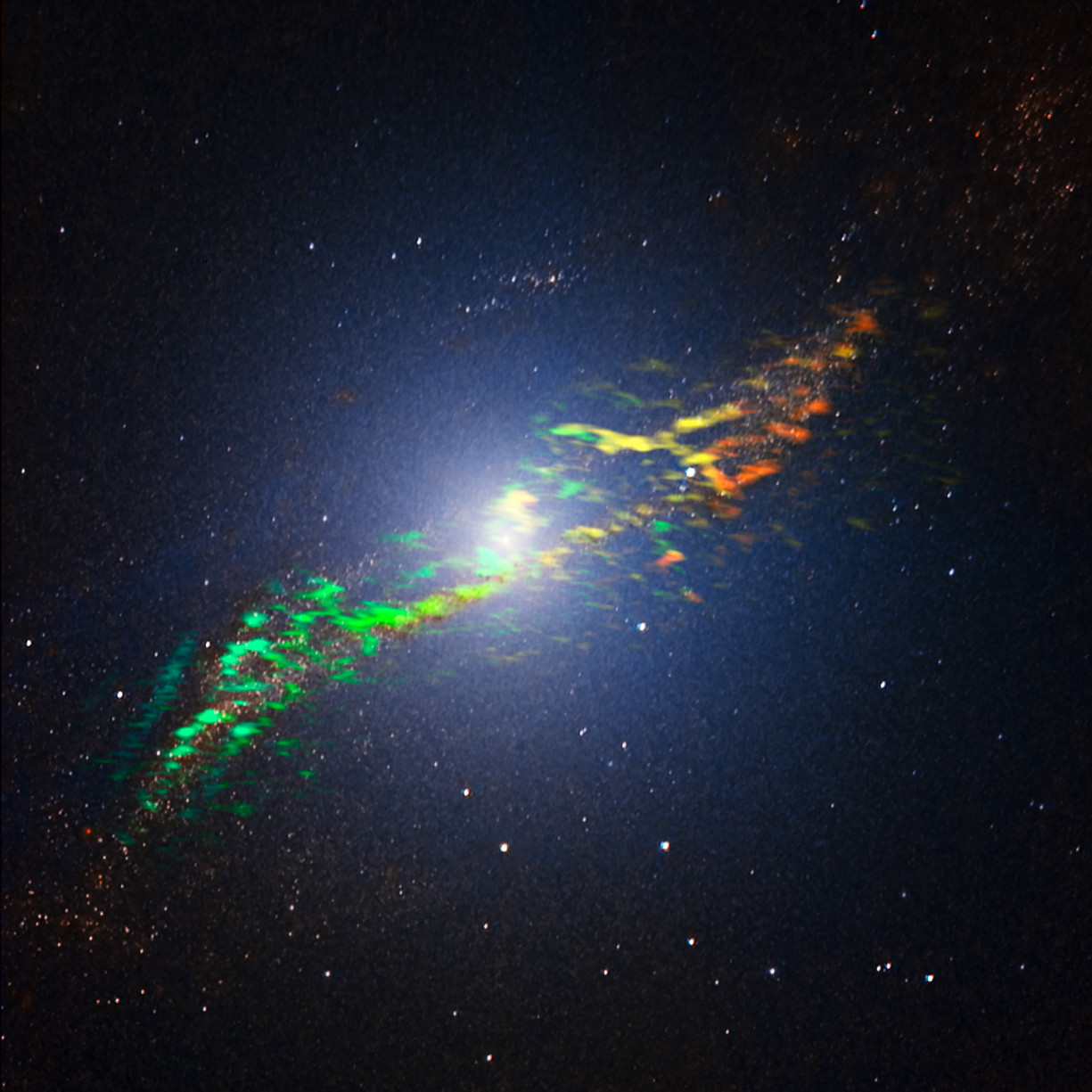
Centaurus A mit ALMA

Mit dem ALMA-Observatorium in Chile wurde die Galaxie 2012 im Millimeter- und Submillimeter-Wellenlängenbereich untersucht. Das nebenstehende Bild wurde in Wellenlängen von 1,3 mm aufgezeichnet. Diese Strahlung wird von Kohlenmonoxidgas emittiert. Die Bewegung des Gases in der Galaxie verursacht durch den Dopplereffekt leichte Änderungen in der Wellenlänge der Strahlung. Diese Bewegung ist in diesem Bild anhand der Farbe kodiert: Grüne Bereich kommen auf den Betrachter zu, während sich die orangefarbene Bereiche auf der rechten Seite vom Betrachter wegbewegen.
Bei dem Bild in der Info-Box wurden die Submillimeterdaten, erstellt mit dem LABOCA-Instrument am APEX-Teleskop bei 870 Mikrometern Wellenlänge, in Orange dargestellt. Im Submillimeter-Wellenlängen sieht man nicht nur thermische Strahlung von der zentralen Staubscheibe, sondern auch die Strahlung der zentralen Radioquelle und Strahlung von den sogenannten inneren Radiokeulen, die sich nördlich und südlich von der Staubscheibe befinden. Diese Strahlung kommt von der Bewegung schneller Elektronen entlang von Magnetfeldlinien (Synchrotronstrahlung). Eine Analyse zeigt, dass das Material in den Jets mit fast halber Lichtgeschwindigkeit herausgeschleudert wird.
Durch Untersuchung der Emissionen im 870-Mikrometer-Bereich konnte die Temperatur der kalten Staubscheibe zu 17–20 Kelvin bestimmt werden. Dies ist vergleichbar mit der Staubtemperatur der Scheibe der Milchstraße. Die Gesamtmasse des Gases wurde auf 2,8 · 109 Sonnenmassen bestimmt.

### Infrarot

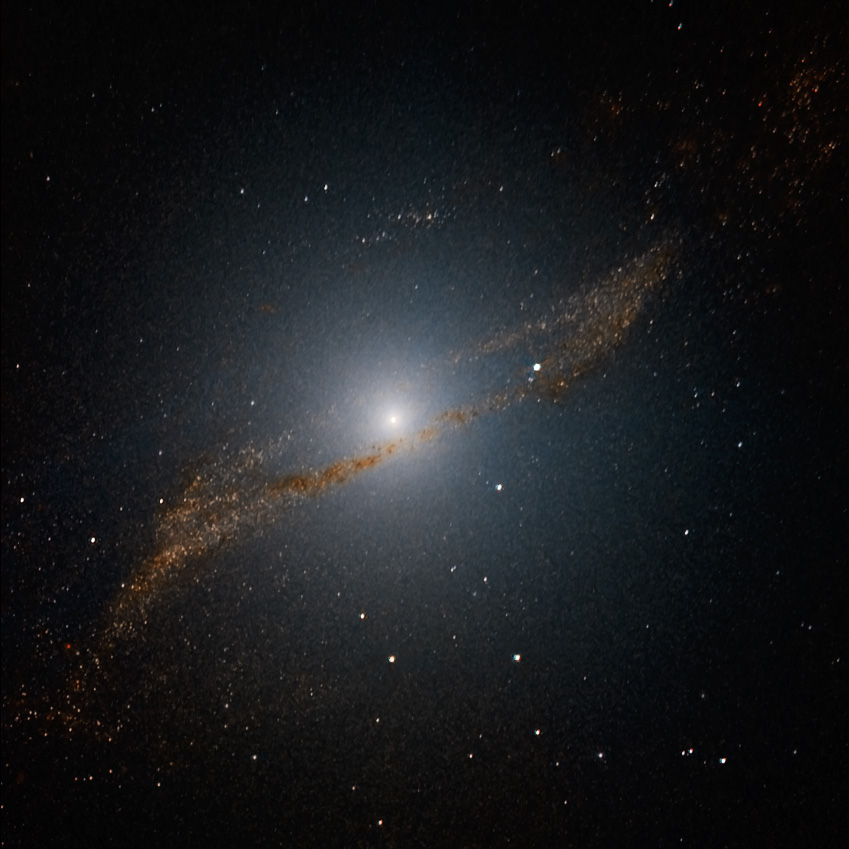
Centaurus A im nahen Infrarotlicht, aufgenommen vom New Technology Telescope

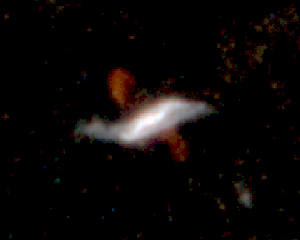
Aufnahme im fernen Infrarot mit dem Herschel-Weltraumteleskop

Der Kern von Centaurus A wird im optischen Bereich von dem Staubband verdeckt. Nur infrarote Wellenlängen können die Staubschichten durchdringen und dadurch die eigentliche Struktur der Galaxie aufdecken.
Bei der Aufnahme im nahen Infrarot des NTT-Teleskops sieht man die Galaxie in Wellenlängen, die viermal länger als das sichtbare Licht sind. Die Region, die zwischen den beiden parallelen Staubbändern liegt, ist im optischen Wellenlängenbereich millionenfach abgeschwächt. Die Sternendichte erhöht sich zum Zentrum hin stetig, wie man es in elliptischen Galaxien normalerweise erwartet. Jedoch sind Staubbänder in diesen Galaxien ungewöhnlich.
In den dichtesten Bereichen des Staubbandes bilden sich neue Sterne. Diese können in optischen Aufnahmen (z. B. der Hubble-Aufnahme) am Rand des Staubbandes identifiziert werden.
Messungen der Dopplerverschiebung im Infrarotbereich der unterschiedlichen Regionen des Bandes ergaben, dass die Staubscheibe das Zentrum mit einer Geschwindigkeit von 250 km/s umkreist.
Bei der Kollision wurden die Sterne der Ursprungsgalaxie in der ganzen Galaxie verteilt, während einige der Staub- und Gaswolken aus der ursprünglichen Spiralgalaxie ins Zentrum der elliptischen Galaxie abgelenkt wurden. Dort bildeten sie eine Akkretionsscheibe um das Schwarze Loch. Die dabei freiwerdende Energie wird dann in den hochenergetischen Wellenlängen abgestrahlt. Beobachtungen mit dem Spitzer-Weltraumteleskop ergaben eine parallelogrammartige Struktur im zentralen Staubband. Diese seltsame Form wird dadurch erklärt, dass Centaurus A eine kleine Spiralgalaxie verschluckt hat und deren Scheibe während des Aufnahmeprozesses verbogen und verdreht wurde.
Mit dem Spitzer-Weltraumteleskop wurde 2006 eine schalenförmige expandierende Struktur um den Kern mit einem Radius von 500 Parsec gefunden. Es ist die erste Schalenstruktur um einen Galaxienkern, die im mittleren Infrarotbereich entdeckt wurde. Sie ist im Optischen nicht zu sehen. Die Schale ist senkrecht ausgerichtet zur Gas- und Staubscheibe und ist nicht entlang des Radio-Jets ausgerichtet. Die Astronomen schätzen, dass die Schale wenige Millionen Jahre alt ist und etwa eine Million Sonnenmassen enthält. Diese Schalenstruktur könnte durch einen Starburst entstanden sein, bei dem Sterne mit einer Gesamtmasse von einigen Tausend Sonnenmassen entstanden sind. Eine weitere Erklärungsmöglichkeit ist, dass die Strahlungsintensität des aktiven Kerns die Schale mit Energie versorgt.
Zwischen 1999 und 2002 wurde im nahen Infrarot zwei Felder in Centaurus A mit dem Instrument ISAAC des VLT-Observatoriums jeweils 20-mal fotografiert, um variable Sterne zu finden. Es wurden über 1000 davon gefunden, die meisten davon sogenannte Mirasterne – alte Sterne, die ihre Helligkeit über Monate hinweg ändern. Solche Messungen helfen u. a. dabei, die Entfernungen von Galaxien genauer zu bestimmen.

### Optisch

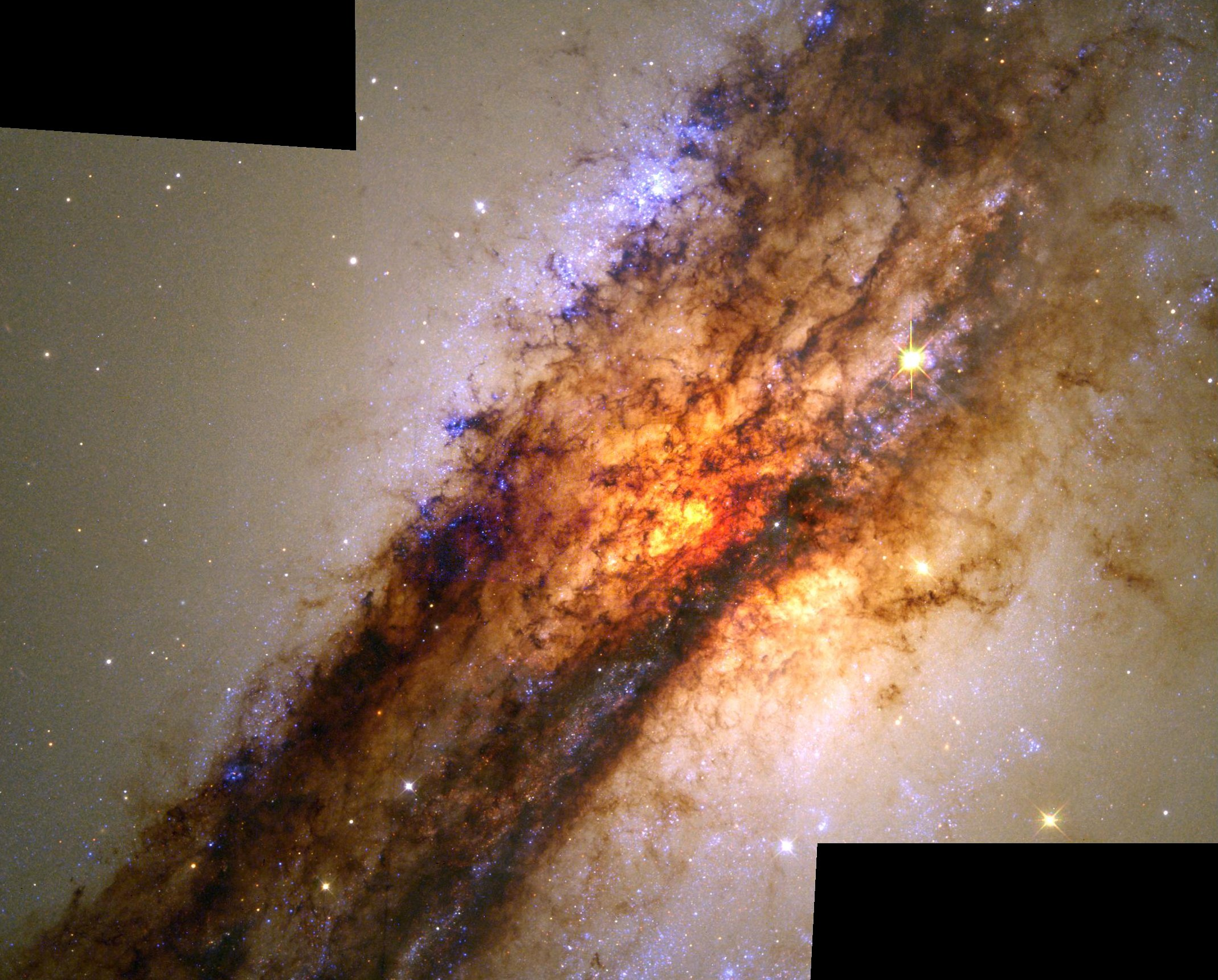
Zentralbereich von Centaurus A, beobachtet mit dem Hubble-Weltraumteleskop

Der radiale Helligkeitsverlauf über die Galaxie folgt einem De-Vaucouleurs-Profil, das charakteristisch für elliptische Galaxien ist.
Mit dem Hubble-Weltraumteleskop wurde der innere Bereich genauer untersucht. Hierbei wurden am Rand der Staubscheibe neu gebildete Sternhaufen mit heißen jungen Sternen entdeckt. Die Staubscheibe selbst hat einen Neigungswinkel von 10 bis 20 Grad zu unserer Sichtlinie.

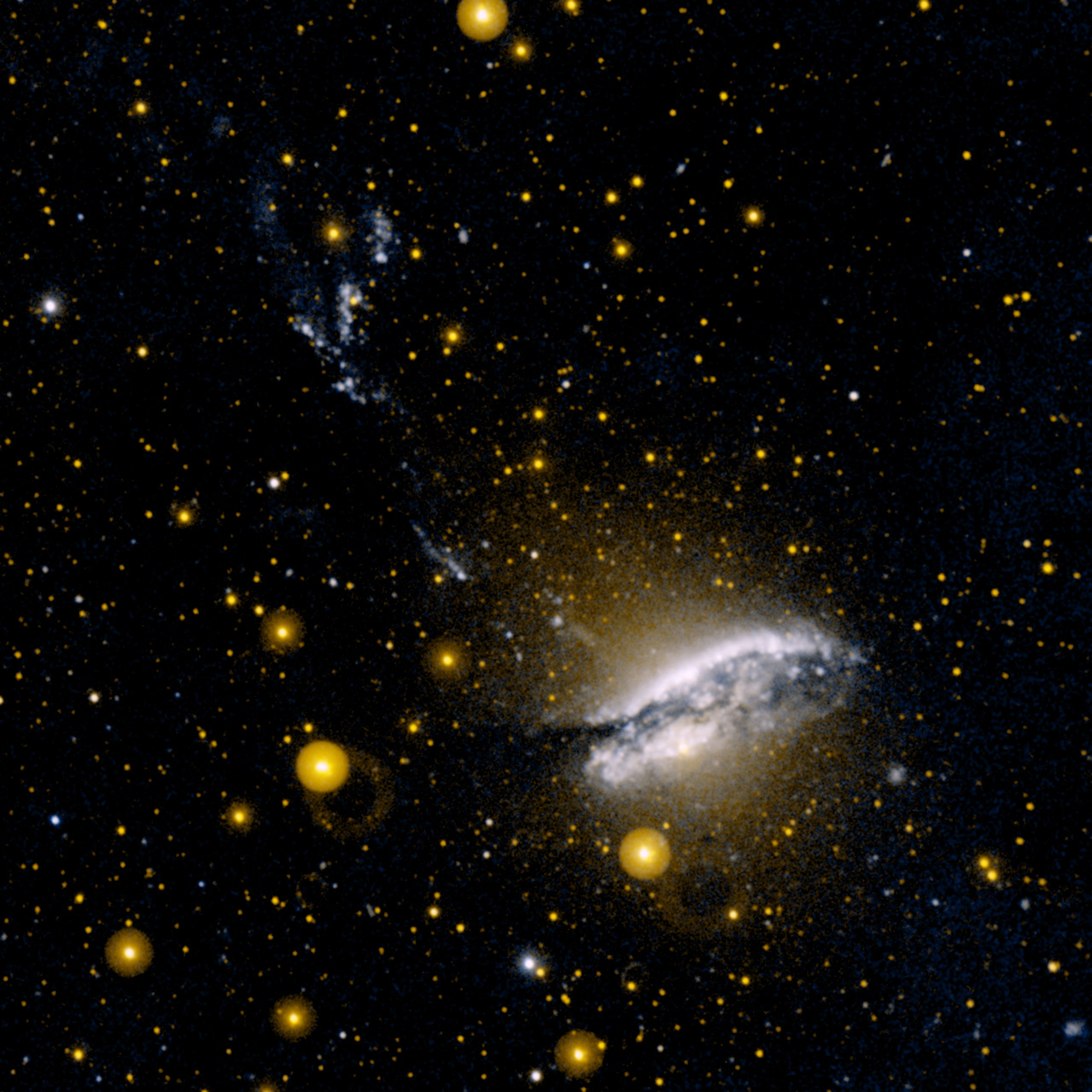
Centaurus A im ultravioletten Wellenlängenbereich, aufgenommen mit GALEX

Die normalen optischen Fotografien zeigen nur den inneren Bereich der Galaxie. Der australische Astronom David Malin konnte durch eine spezielle Technik die Randbereiche der Galaxie genauer untersuchen. Hierbei zeigt sich die enorme Größe der Galaxie. Es wurde auch eine Hüllenstruktur von mehreren Schalen entdeckt, die auf die Kollision mit einer anderen Galaxie zurückzuführen ist.

### Ultraviolett

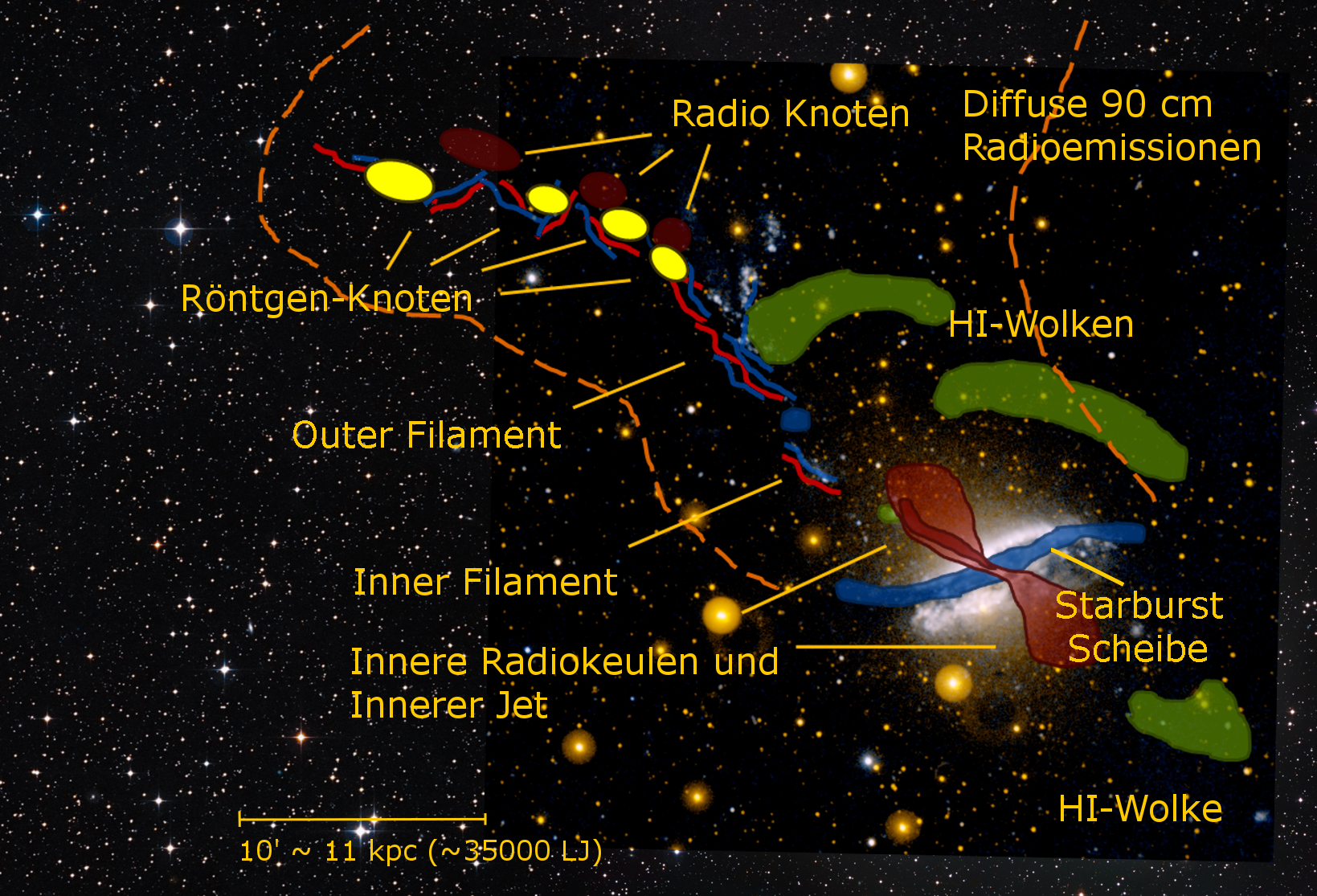
Diagramm der einzelnen Komponenten der Centaurus A Galaxie

Ultraviolette Strahlung wird von der Atmosphäre der Erde fast vollständig herausgefiltert. Deshalb wurden Teleskope wie das GALEX-Observatorium gestartet, um Objekte wie Centaurus A in diesen Wellenlängen zu untersuchen. Insbesondere sehr junge und heiße Riesensterne strahlen in diesem Wellenlängenbereich.
Mit dem GALEX-Observatorium wurde im Ultraviolett-Bereich eine bandähnliche Struktur entdeckt, die sich mehr als 35 Parsec nordöstlich der Galaxie entlang windet. Dieses Band ist assoziiert mit knotigen Strukturen, die im Radio- und Röntgenbereich gefunden wurden. Es besteht dort ein ganzer Komplex aus Gas mit optischen Emissionslinien, aktiver Sternentstehung, kaltem Gas und Staubwolken, der sich bis in die äußeren Randbereiche der Galaxie hinaus zieht. Im GALEX-Bild auf der rechten Seite erkennt man die Emissionen dieser Region im linken oberen Bereich (bezeichnet als „North Transition Region“) als blaue Bänder.
Zudem erkennt man, dass das zentrale Staubband von NGC 5128 eine starke Quelle von UV-Strahlung ist. Die Instrumente von GALEX sind so eingerichtet, dass sie besonders empfindlich für die Strahlung von O- und B-Sternen sind, die gerade in Gebieten mit Sternentstehung zu finden sind. Diese Emissionen könnten durch einen aktiven Starburst ausgehen, bei dem Sterne mit einer Rate von 2 Sonnenmassen pro Jahr entstehen und der seit 50 bis 100 Millionen Jahren andauert.
Es scheint plausibel, dass der aktive Galaxienkern auch während des Starbursts aktiv war. Ein galaktischer Wind, angetrieben von der zentralen Starburst-Region, beeinflusst die North Transition Region. Dieser kann die Sternentstehung im dichten Gas dieser Region antreiben.

### Röntgenstrahlung

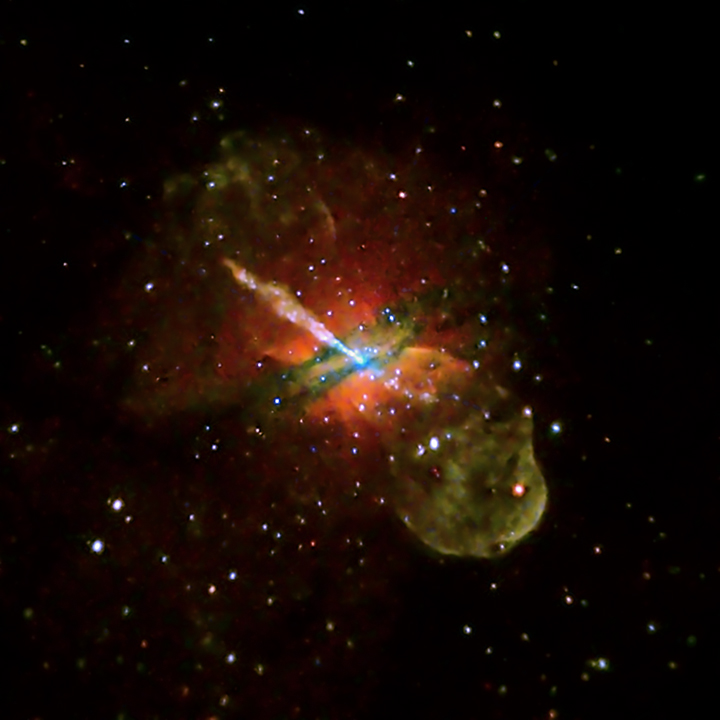
Centaurus A im Röntgenlicht.
In diesem Bild sind niederenergetische Röntgenstrahlen in Rot, mittlere Energien in Grün und höchste Energien in Blau wiedergegeben. Die blauen und roten Bänder, die senkrecht zum Jet orientiert sind, sind Staubbänder, die Röntgenstrahlen absorbieren.

Beobachtungen mit dem Röntgenteleskop Chandra zeigen einen 30.000 Lichtjahre ausgedehnten Jet, der vom Kern der Galaxie ausgeht. Die Helligkeit des Kerns im Röntgenbereich kann sich innerhalb weniger Tage ändern, deshalb kann die Quelle nur maximal ein Hundertstel eines Lichtjahres groß sein. Die Röntgenstrahlung des Kerns kommt wahrscheinlich von einer Akkretionsscheibe um ein massereiches Schwarzes Loch.
In dieser Wellenlänge wird der aus dem Zentrum gerichtete Materiestrahl oder Jet sichtbar. Im unteren rechten Teil der Galaxie erscheint der Widerschein von einer Stoßwelle. Diese wird dadurch erzeugt, dass das herausgeschleuderte Material mit Gas aus der Umgebung der Galaxie kollidiert.
Mit dem Weltraumteleskop Chandra untersuchten Forscher im Jahr 2013 punktförmige Röntgenquellen in Centaurus A. Die meisten Quellen waren kompakte Objekte – entweder Schwarze Löcher oder Neutronensterne, die Gas von ihrem Begleitstern abzogen. Diese kompakten Objekte bilden sich aus massereichen Sternen – schwarze Löcher bilden sich aus schwereren Sternen als jenen, aus denen Neutronensterne werden.
Die Resultate ergaben, dass die Massen der kompakten Objekte in zwei Kategorien fielen – entweder bis zu doppelt so massereich wie die Sonne, oder mehr als fünfmal massereicher als die Sonne. Diese beiden Gruppen korrespondieren zu Neutronensternen und Schwarzen Löchern. Diese Lücke im Massenbereich gibt einen Hinweis darauf, wie Sterne explodieren. Da die Massen der Sterne sich über einen kontinuierlichen Bereich verteilen, wird normalerweise erwartet, dass der Massenbereich von Schwarzen Löchern dort beginnt, wo der Bereich der Neutronensterne endet (ab ca. 2 Sonnenmassen). Diese ungleiche Massenverteilung wurde bereits in der Milchstraße entdeckt. Durch die Beobachtungen von Centaurus A wird diese Massenlücke auch in weiter entfernten Galaxien bestätigt.

### Gammastrahlung

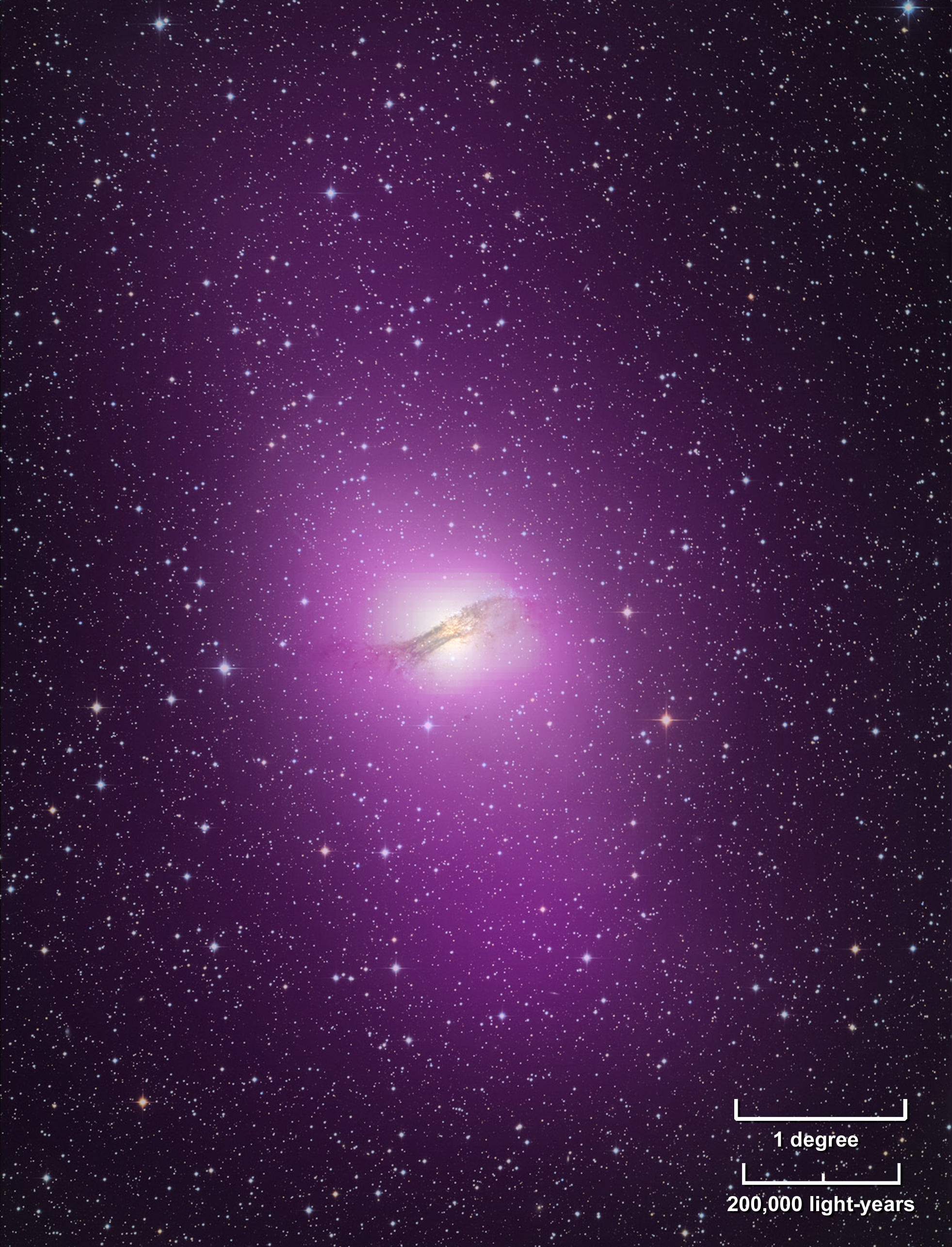
Die Energie der abgegebenen Gammastrahlung übersteigt die der Radiowellen um mehr als den Faktor 10. Hochenergetische Gammastrahlen, die vom Fermi-Weltraumteleskop aufgenommen wurden, sind hier in Violett dargestellt.

Gammastrahlung lässt sich auf der Erde nicht direkt nachweisen. Deshalb müssen Weltraumteleskope Beobachtungen durchführen, oder man misst kurze Lichtblitze in der Atmosphäre, wenn hochenergetische Gammastrahlung auf die Lufthülle der Erde treffen. Diese Strahlung misst das H.E.S.S.-Observatorium in Namibia.
Zwischen 2004 und 2008 konnte das Observatorium innerhalb von 115 Beobachtungsstunden ein schwaches Signal, ausgehend vom Zentrum von Centaurus A entdecken. Die Strahlungsintensität erreichte ca. 0,8 % des Krebsnebels. In den H.E.S.S.-Beobachtungen wurden keine Änderungen der Strahlung entdeckt. Da Centaurus A eine sehr nahegelegene Aktive Galaxie ist, ist es sehr wohl möglich, dass Tscherenkow-Teleskope wie H.E.S.S eines Tages auch den inneren Jet der Galaxie im Detail auflösen können.
Die Gammastrahlung, die von den Radioblasen ausgeht (entdeckt durch das LAT-Instrument von Fermi), wird von Teilchen erzeugt, die durch Kollisionen mit dem Mikrowellenhintergrund bis zu Energien im TeV-Bereich beschleunigt werden (Inverser Compton-Effekt). Die Analyse von Messungen, die das LAT im Energiebereich größer als 100 MeV innerhalb von 10 Monaten durchführte, ergaben eine punktförmige Quelle im Kernbereich. Diese deckt sich mit der Position des Radiokerns von Centaurus A. Hier wurde keine Änderung der Strahlungsintensität beobachtet.
Astronomen gehen davon aus, dass die Strahlung vom inneren Rand der Gasscheibe ausgeht, die das schwarze Loch umrundet. Die Röntgenstrahlen werden von weiter außen liegenden Regionen emittiert.

### Kosmische Strahlung
Mit dem Pierre-Auger-Observatorium wird der Himmel auf Kollisionen mit hochenergetischer kosmische Strahlung beobachtet. Diese Strahlung hat Energien von 1017 bis 1020 eV und kann mit normalen Observatorien nicht beobachtet werden. Sie besteht hauptsächlich aus Protonen. Trifft ein hochenergetisches Partikel auf die Erde, so stößt es mit den Atomen der Atmosphäre zusammen. Dadurch entsteht eine Kaskade von Sekundärpartikeln, die mit diesem Observatorium entdeckt werden können. Diese Ereignisse sind sehr selten. Die Entdeckung der Quellen der kosmischen Strahlung ist ein Thema laufender Forschung. Von 69 Ereignissen, die im Energiebereich über 55 EeV entdeckt wurden, fanden sich 15 in einer Region um Centaurus A herum. Centaurus A als eine Quelle hochenergetischer kosmischer Strahlung ist jedoch noch nicht hinreichend bestätigt.
Das Spektrum der kosmischen Strahlung erstreckt sich bis zu Energien über 1018 eV. Oberhalb einer Grenze von ca. 6 · 1019 eV (für Protonen) verlieren diese Energie durch Wechselwirkung mit dem kosmischen Mikrowellenhintergrund. Dies wird der Greisen-Zatsepin-Kuzmin-Effekt (GZK-Effekt) genannt. Dieser Effekt sorgt dafür, dass das Spektrum der kosmischen Strahlung oberhalb dieser Energie dramatisch abfällt. Die wenigen entdeckten kosmischen Strahlungspartikel, deren Energie über dieser Grenze lag, müssen innerhalb des lokalen Universums entstanden sein, in einem Abstand von wenigen Megaparsec von der Erde.

### Neutrinos
Neutrinos sind neutrale Partikel, die kaum mit normaler Materie reagieren. Weil sie über weite Strecken weder absorbiert noch gestreut werden, könnten sie über die Physik von Ereignissen am Rand des beobachtbaren Universums Auskunft geben. Neutrinos können in energieintensiven astrophysikalischen Ereignissen erzeugt werden. Aktive Galaxienkerne und deren Jets könnten neben anderen Objekten als mögliche Quelle von hochenergetischen Neutrinos dienen. Es wurden mehrere Szenarios vorgeschlagen, wie Jets in aktiven Galaxienkernen diese Neutrinos erzeugen: Geladene Partikel wie Protonen werden im Jet auf sehr hohe Energien beschleunigt. Diese hochenergetischen Protonen wechselwirken mit dem kosmischen Mikrowellenhintergrund oder anderen Partikeln der Umgebung. Dadurch entsteht eine Kaskade leichterer Partikel und durch weiteren Zerfall dann geladene Pionen. Diese erzeugen beim Zerfall hochenergetische Neutrinos.
Neutrinos konnten von Centaurus A noch nicht eindeutig nachgewiesen werden, obwohl ein Detektor wie IceCube die erwarteten Neutrinoflüsse entdecken könnte. Dies könnte daran liegen, dass Centaurus A keine typische Neutrinoquelle ist, oder die Modelle die Rate der Neutrinoproduktion überschätzen.

## Amateurbeobachtungen

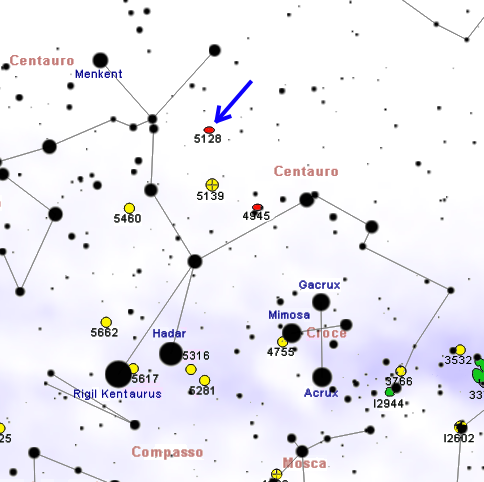
Sternkarte zur Position von NGC 5128

Centaurus A liegt ungefähr 4° nördlich von Omega Centauri (einem mit bloßem Auge sichtbaren Kugelsternhaufen). Aufgrund ihrer hohen Oberflächenhelligkeit und relativ großen Winkelgröße ist sie ein ideales Objekt für Amateurastronomen. Der helle zentrale Kern und das dunkle Staubband sind selbst im Sucher und in großen Ferngläsern sichtbar. Weitere Strukturen lassen sich mit größeren Teleskopen sehen. Die Helligkeit beträgt 7,0 Magnituden. Centaurus A scheint unter außergewöhnlichen guten Bedingungen auch mit dem bloßen Auge sichtbar zu sein. Dadurch ist es eines der am weitesten entfernten Objekte, die man ohne Instrument sehen kann. In äquatorialen und südlichen Breitengraden kann die Galaxie per Star-Hopping von Omega Centaurus aus einfach gefunden werden. In kleinen Teleskopen ist das Staubband nicht sichtbar, ab einer Öffnung von 4 Zoll und guten Sichtbedingungen kann es gesehen werden. In großen Amateurinstrumenten über 12 Zoll Öffnung kann das Staubband leicht erkannt werden.

## Videos
- Was füttert Centaurus A? aus der Fernseh-Sendereihe alpha-Centauri (ca. 15 Minuten). Erstmals ausgestrahlt am 29. Mär. 2006.